# Синьань
Синьа́нь (кит. упр. 新安, пиньинь Xīn'ān, буквально: «новое спокойствие») — уезд городского округа Лоян провинции Хэнань (КНР).

## История
В эпоху Вёсен и Осеней эти земли входили в столичный домен чжоуского вана. Когда при империи Цинь была создана первая в истории Китая централизованная империя, то в знак того, что при новом правлении в Поднебесной наступили мир и спокойствие, эти земли получили название «новое спокойствие», и был создан уезд Синьань. При империи Восточная Цзинь из него был выделен уезд Дунъюань (东垣县), но при империи Суй он был вновь присоединён к уезду Синьань.
В 1949 году был образован Специальный район Лоян (洛阳专区), и уезд вошёл в его состав. В 1969 году Специальный район Лоян был переименован в Округ Лоян (洛阳地区). В 1983 году уезд был подчинён властям города Лоян.

## Административное деление
Уезд делится на 10 посёлков и 1 волость.

## Экономика
Развиты сельское хозяйство и туризм.

## Достопримечательности
- Гора Инцзуй, с которой открывается красивый вид на Хуанхэ